# زياد بركات
زياد بركات (وُلد في 8 أغسطس 1963 في دير البلح) هو كاتب فلسطيني أردني، وعضو سابق في رابطة الكتاب الأردنيين.

## تعليمه
حصل على شهادة البكالوريوس في الأدب العربي من جامعة اليرموك عام 1987.

## حياته المهنية
عمل بركات في صحيفة «الدستور» اليومية بين عامي 1990 و1997، ثم صحفيًا ورئيسًا للقسم الثقافي في صحيفة «العرب اليوم» اليومية عام 1997، ثم صحفيًا ومحررًا ثقافيًا في صحيفة «الشرق» القطرية بين عامي 1998 و2002. انتقل بعدها للعمل معدًا للبرامج وصحفيًا أول في قناة «الجزيرة» الإخبارية القطرية منذ 2002.
كان عضوًا في رابطة الكتاب الأردنيين واستقال منها عام 2011 احتجاجًا على موقف الرابطة المناصر للنظام السوري.

## مؤلفاته
- «سفر قصير إلى آخر الأرض» (مجموعة قصصية)، دار أزمنة، عمّان، 1993[4][5]
- «نسيًا منسيًا» (رواية قصيرة، نوفيلا)، دار أزمنة، عمّان، 2003[6]
- «العشاء الأخير» (قصص)، دار أزمنة، عمّان، 2004[7]
- «طاق طاق طاقية» (مسرحية)، 2010[2]

## جوائز
- جائزة الدولة التشجيعية في الآداب، حقل القصة، عن المجموعة القصصية «سفر قصير إلى آخر الأرض»، 1995[2]

## روابط خارجية
- كتاباته على موقع الجزيرة.نت
- مقالاته على موقع العرب